# Islandzki Związek Narciarski
Islandzki Związek Narciarski (isl. Skíðasambands Íslands) – islandzkie stowarzyszenie kultury fizycznej pełniące rolę islandzkiej federacji narodowej w biegach narciarskich, kombinacji norweskiej, narciarstwie alpejskim, narciarstwie dowolnym oraz (dawniej) skokach narciarskich.
Prezesem związku jest Daníel Jakobsson. Związek jest członkiem Międzynarodowej Federacji Narciarskiej (FIS). Do jego celów statutowych związku należy promowanie, organizowanie i rozwój narciarstwa w Islandii m.in. poprzez szkolenia zawodników i instruktorów i organizację zawodów.